# The Last in Line
A The Last in Line az amerikai Dio heavy metal zenekar második nagylemeze.

## Története
Az 1984. július 13-án megjelent album volt a zenekar első platinalemeze (1987. február 3.).
Az arany minősítést a Holy Diverrel egy időben, 1984. szeptember 12-én kapta meg.
Az Egyesült Királyságban 1986 januárjában vált ezüstlemezzé, amikor a Holy Diver is.
Ezen az albumon tűnt fel először Claude Schnell billentyűs.

## Az album dalai
A szövegeket Ronnie James Dio írta.
| 1. | We Rock                   | Ronnie James Dio                  | 4:33 |
| 2. | The Last in Line          | Jimmy Bain, Vivian Campbell, Dio  | 5:46 |
| 3. | Breathless                | Campbell, Dio                     | 4:09 |
| 4. | I Speed at Night          | Vinny Appice, Bain, Campbell, Dio | 3:26 |
| 5. | One Night in the City     | Appice, Bain, Campbell, Dio       | 5:14 |
| 6. | Evil Eyes                 | Dio                               | 3:38 |
| 7. | Mystery                   | Bain, Dio                         | 3:55 |
| 8. | Eat Your Heart Out        | Appice, Bain, Campbell, Dio       | 3:50 |
| 9. | Egypt (The Chains Are On) | Appice, Bain, Campbell, Dio       | 7:01 |

## Helyezések
| Ország  | Helyezés | Eladási minősítés |
| ------- | -------- | ----------------- |
| Amerika | 24       | platina           |
| Anglia  | 4        | ezüst             |

| Év   | Kislemez         | Amerikai helyezés | Angol helyezés |
| ---- | ---------------- | ----------------- | -------------- |
| 1984 | Mystery          | 20                | 34             |
| 1984 | We Rock          | –                 | 42             |
| 1984 | The Last in Line | 10                | –              |

## Közreműködők

### Dio
- Ronnie James Dio – ének
- Vivian Campbell – gitár
- Jimmy Bain – basszusgitár
- Claude Schnell – billentyűsök
- Vinny Appice – dob

### Produkció
- Ronnie James Dio – producer
- Angelo Arcuri – hangmérnök
- Rich Markowitz – hangmérnökasszisztens
- George Marino – keverés
- Barry Jackson – illusztrációk